# هنت إيمرسون
هنت إيمرسون (بالإنجليزية: Hunt Emerson)‏ هو فنان قصص مصورة بريطاني، ولد في 28 يناير 1952 في نيوكاسل أبون تاين في المملكة المتحدة.